# Althorn

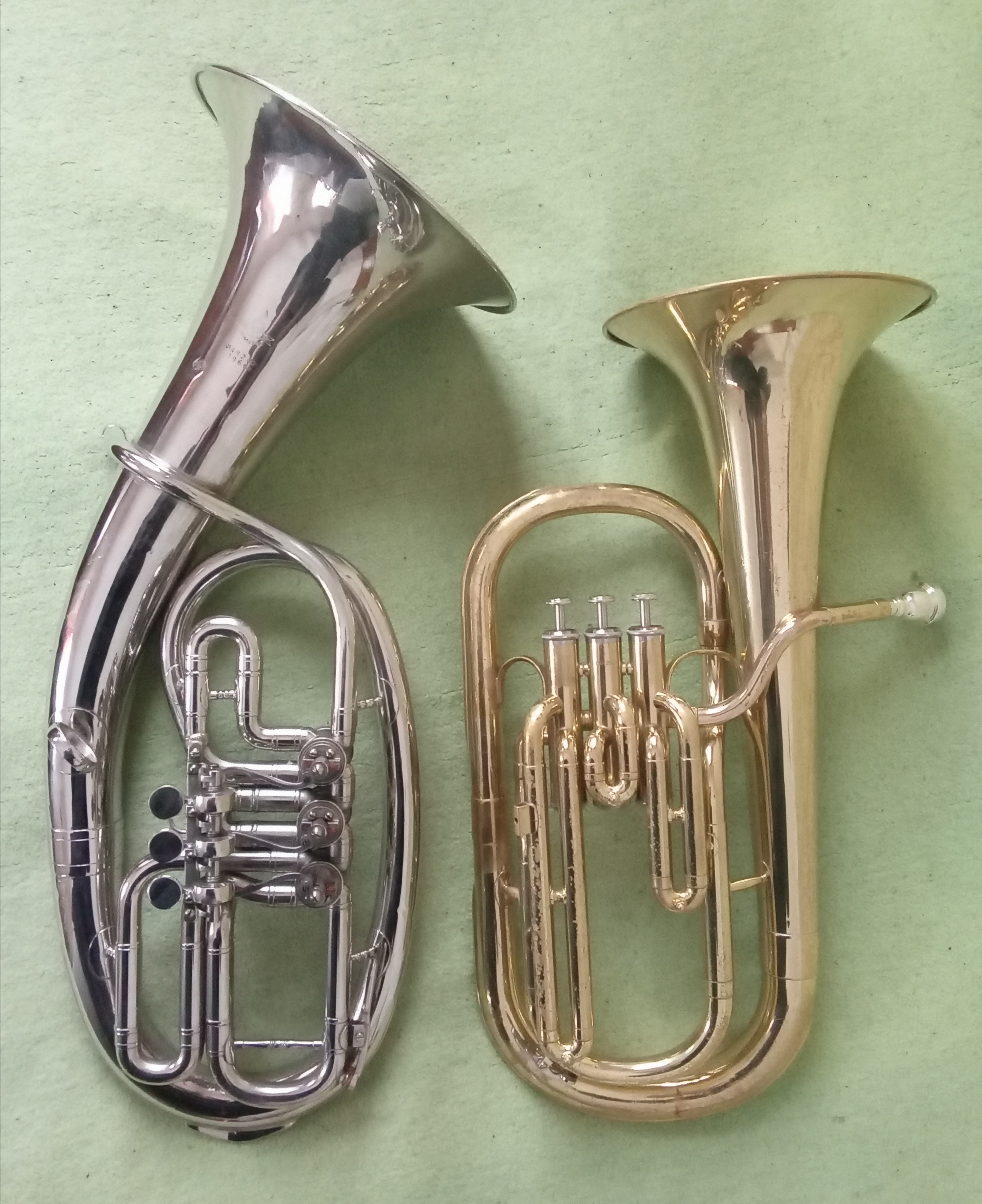
Två moderna althorn i olika utförande och ventilmekanik, till vänster med rotorventiler och till höger med pistongventiler.

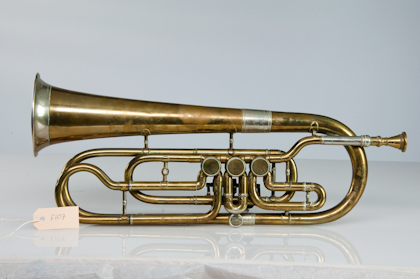
Althorn från andra halvan av 1800-talet.

Althorn är ett bleckblåsinstrument. 
Althorn stäms i Ess eller F, används oftast i brassband och utgör bryggan mellan kornetter/flygelhorn och lågbrasset (baryton, eufonium, trombon och tuba.)